# 총수
총수(總帥)는 한 집단의 우두머리를 가리키는 말이다.

## 군사적 의미
육·해·공군 또는 그 전체를 통할하는 지위를 가진 사람이다. 대개 총수의 지위를 가지는 사람의 계급은 장성급이다. 한국전쟁 때는 더글러스 맥아더 장군이 유엔군을 총 지휘하였다.